# Izabela Chojecka-Boniecka
Izabela Chojecka-Boniecka (ur. 1908, zm. 2 kwietnia 1940, prawdopodobnie w Palmirach) – polska prawniczka, sędzina, pierwsza prokuratorka w Polsce.

## Życiorys
17 listopada 1933 roku została mianowana aplikantką sądową w Sądzie Apelacyjnym w Warszawie.
W 1936 roku została przydzielona do prokuratury, jako pierwsza kobieta w Polsce, jednak nie miała prawa głosu przemawiania w sądach. Mimo pozytywnej opinii przełożonych, Minister Sprawiedliwości nigdy jej nie nominował. Dodatkowo 22 czerwca 1936 roku została mianowana asesorem sądowym w Sądu Apelacyjnego w Warszawie.
Zamordowana w trakcie II wojny światowej. Prawdopodobnie w Palmirach 2 kwietnia 1940 roku.